# Фраат V
Фраат V, известен също и с умалителното име Фраатак („Малкият Фраат“), е владетел на Партия от династията на Арсакидите. Управлява през 2 пр.н.е. – 2/4 г.

## Живот
Фраатак е син на Фраат IV и конкубината Муса (или Муза). Фраат IV имал по-възрастни синове, които бил пратил като заложници в Рим по внушение на Муза. Младият Фраатак се възкачва на трона, след като неговата майка отравя баща му.
Междувременно, продължавал спора с римляните по въпроса за сферите на контрол в Арменското царство, където на власт идва про-арсакидският васал Тигран IV. Император Август и Фраатак разменят неуважителни послания, но в крайна сметка партският владетел прави отстъпка, за да избегне война с Рим. Армения остава под римски протекторат. В замяна, Рим признава Фраатак за легитимен и равностоен владетел. През 1 г. Август изпраща своя внук и наследник Гай Цезар като представител на римската страна в преговорите.
Според Йосиф Флавий, Фраатак се жени за майка си, което погнусило и отвратило партите. Тяхното съвместно управление става много непопулярно, особено след отстъпването на Армения. През 2 г. Фраат V и Муза са детронирани и убити от партските благородници. На трона се възкачва Ород III.